# Sharon Ooja
Sharon Ooja (Kaduna, 6 de abril de 1991) es una actriz nigeriana,reconocida principalmente por interpretar el papel de Shalewa en la serie Skinny Girl in Transit.

## Biografía
Ooja nació en el estado de Kaduna y se crio en el Estado de Plateau. Inició su carrera en el año 2013 cuando se trasladó a la capital Lagos para integrarse al elenco de la serie de televisión Gidi Up. Logró reconocimiento en su país dos años después al aparecer en la serie Skinny Girl in Transit, donde interpretó el papel de Shalewa. Sus créditos cinematográficos incluyen películas como Moms at War, Lara and the Beat, Coming from Insanity y Òlòturé, entre otras.

## Filmografía destacada
- 2020 - Who's the Boss
- 2020 - Bad Comments
- 2020 - Kambili: The Whole 30 Yards
- 2019 - Òlòtūré
- 2019 - The Bling Lagosians
- 2019 - Coming from Insanity
- 2018 - King of Boys
- 2018 - The Men's Club
- 2018 - From Lagos with Love
- 2018 - Moms at War
- 2018 - Lara and the Beat
- 2015 - Skinny Girl in Transit
- 2013 - Gidi Up